# France Castel
Pour les articles homonymes, voir Castel.
France Castel (née Francine Bégin le 31 août 1944 à Sherbrooke) est une chanteuse, actrice, animatrice de radio et de télévision québécoise.

## Jeunesse et début de carrière
France Castel chante dès sa plus tendre enfance et s'oriente rapidement vers le monde du spectacle. Au début des années 1960, elle est d'abord soliste de Les gamins, un groupe de jeunes artistes de Sherbrooke.
À l'été 1967, l'année de l'Expo, elle devient Miss Couche-tard, l'hôtesse de la très populaire émission animée Les Couche-tard, en direct d'Expo 67, par Jacques Normand et Roger Baulu. C'est à ce moment qu'elle adopte le nom de France Castel.
À la suite de sa rencontre avec le musicien Roger Gravel, Castel enregistre en 1969 sur disques simples ses premières chansons originales dont Je te retrouverai parue sous l'étiquette Jupiter. Gravel en signe la musique et les arrangements. Cette collaboration s'échelonne sur quelques années.

## Années 1970
En 1972, le producteur et chanteur Jean Beaulne du groupe Les Baronets la découvre. Elle fait un premier microsillon en duo avec Beaulne, ils chantent Toi et moi amoureux . C'est un succès populaire et la chanson occupe la première place du palmarès québécois pendant plusieurs semaines.
C'est lors de l'émission Chansons d'ici de Radio-Canada que France Castel et Christine Charbonneau se rencontrent (1970). Étant sur le point d'accoucher toutes deux, elles développent une certaine complicité et se lient d'amitié. À cette époque, Castel connait ses plus grands succès. Charbonneau lui écrit: Du fil des aiguilles et du coton, Château de sable, Sur le pont, Je le vois dans ma soupe, Dominique, Au fond de nous, L'amitié et beaucoup d'autres, dont certaines chansons accèdent au top quarante québécois. Cette association s'étend sur cinq ans. En 1975, elle chante aussi Luc Plamondon en reprenant avec succès une des chansons qu'il avait écrites pour Renée Claude deux ans plus tôt, Cours pas trop fort, cours pas trop loin. Le 24 juin de cette année-là, lors des nombreuses festivités de la fête de la Saint-Jean Baptiste, France Castel est l'une des dix personnalités féminines à chanter auprès de Jean-Pierre Ferland sur le Mont Royal pour un concert mémorable. Parmi les autres chanteuses unies pour célébrer Ferland, on peut souligner les présences de Renée Claude, Emmanuëlle et Ginette Reno pour ne citer que ces quelques noms.
En 1976, Castel est l'une des choristes vedettes du spectacle 1 fois 5, qui célèbre, sur le Mont-Royal, la Saint-Jean Baptiste. Le spectacle est donné à Québec et à Montréal le 21 et le 23 juin 1976. Sur scène on présente cinq des plus grands artistes du Québec, notamment Claude Léveillée, Yvon Deschamps, Jean-Pierre Ferland, Gilles Vigneault et Robert Charlebois. On en tire un enregistrement live d'où le disque 1 fois 5, qui en commémore l'événement
Vers la même époque, Castel délaisse les compositions de Charbonneau. Elle enregistre quelques albums de chansons de diverses sources et certaines écrites par elle-même,. Un vent irrésistible de nouveauté la conduit vers le blues. C'est un changement de style et d'image important, qui oriente la suite de sa carrière de chanteuse. Ses parutions sur disques à partir de 1977, sont une succession de compilations et de reprises de succès connus (covers) de Jacques Brel.

## Années 1980: débuts cinématographiques
En 1979, elle se laisse tenter par la comédie et se joint à de multiples télé-séries. Les plus marquantes sont Du Tac au Tac (1976-1982), Omerta (1996-1997), Sous un ciel variable (1993-1997), et Pour le plaisir à partir de 2007.
En 1980, on lui propose un rôle dans Starmania. L'opéra-rock dans sa version québécoise est présentée à la Comédie nationale de Montréal. Castel y incarne le rôle de Stella Spotlight, qu'elle reprend à la suite de Diane Dufresne qui le crée en 1979 à Paris.
Elle interprète plusieurs rôles à l'écran dans des productions telles Blanche est la nuit (1989), Une histoire inventée (1990) Je ne te demande pas le ciel (1991), Coyote (1991), Le grand zèle (1992) et Le vent du Wyoming (1994) d'André Forcier. Au cinéma, on peut la voir dans La Comtesse du Bâton Rouge, réalisation d'André Forcier (1997, nommée aux Génie comme Meilleure Actrice dans un Second rôle), Crème glacée, Chocolat et autres Consolations de Julie Hivon (2001, nommée aux Jutra comme Meilleure Actrice dans un Second rôle), Karmina (1996) de Gabriel Pelletier (1997, nommée aux Génie comme Meilleure Actrice dans un Second rôle).

## Années 2000: carrière radiophonique
En 2006, elle cosigne le Manifeste pour un Québec solidaire.
De 2007 à 2015 elle anime l'émission de variétés Pour le plaisir, aux côtés de Michel Barette à la télé de Radio-Canada.
En août 2010, elle accepte l'animation de l'émission consacrée au blues sur les ondes d'Espace Musique de Radio-Canada.
Elle se considère comme une touche-à-tout.

## Discographie

### Albums
- 1972 : Toi et moi amoureux, (en duo avec Jean-Beaulne) Disques Profil
- 1973 : France Castel - Album anglophone Disques Profil
- 1973 : Du fil, des aiguilles et du coton, Disques Profil
- 1973 : Du fil, des aiguilles et du coton (To one and all), et autres chansons, Adaptation anglaise de l'album, Disques Profil
- 1973 : Je le vois dans ma soupe, Disques Image
- 1974 : Moi j'veux pas déranger personne, Disques Image
- 1975 : Quand on aime on a toujours 20 ans, Disques Barclay
- 1976 : En corps à cœur, Disques Pléiade/Polydor
- 1977 : Noël disco, Disques Promoson
- 1981 : Starmania made in Québec, Disques Beaubec
- 1993 : Brel Québec (collaboration avec le titre Les Désespérés), Disques Quark
- 1993 : Pas Plus Loin Que Le Coeur (collaboration avec Céline Côté) Disques - Single
- 2022 : France Castel Disques Artic

### Compilations
- 1975 : Collection France Castel, Du fil des aiguilles et du coton, (album double) Disques Trans-World
- 2000 : Amoureuse, France Castel, Du fil des aiguilles et du coton, (album double) Disques Mérite
- 2001 : Toi Et Moi Amoureux / Le Premier Amour de France Castel/Jean Beaulne/François & Liette Single CD, Disques Mérite
- 2002 : Le cabaret des refrains - Volume 2, Disques GSI Musique

### Participation
- 1971 ; Soleil de Jean-Pierre Ferland - France Castel aux chœurs.
- 1972 : Tiens-toé ben, j'arrive! - premier album de Diane Dufresne. France aux chœurs.
- 1975 : Sur la même longueur d'ondes de Diane Dufresne - France aux chœurs
- 2016 : Croquer La Pomme de Les Vieux Criss - Avec : France Castel , Louise Forestier , François Guy et Michel Le François

Participe à l' émission de radio-canada "En direct de l' univer" sporadiquement

## Discographie disques simples
- Je te retrouverai, Disques Jupiter (1969)
- Un p'tit peu d'amour / Prends moi dans tes bras IMAGE (Trans World) no IM4-505

## Filmographie

### Cinéma
- 1990 : Une histoire inventée, d'André Forcier : Alice
- 1991 : L'assassin jouait du trombone, de Roger Cantin : Florence
- 1994 : Le Vent du Wyoming, d'André Forcier : Lizette Mentha
- 1996 : Karmina, de Gabriel Pelletier : Esmeralda
- 1997 : L'Âge de braise, de Jacques Leduc : Maureen
- 1997 : Hasards ou Coïncidences, de Claude Lelouch : la secrétaire du consul d'Italie
- 1997 : La Vengeance de la femme en noir, de Roger Cantin : Florence
- 1997 : L'Amour... et après (Afterglow) d'Alan Rudolph : Gloria Marino
- 2001 : Crème glacée, chocolat et autres consolations : Nicole
- 2004 : La lune viendra d'elle-même : Francine
- 2004 : Je n'aime que toi : Mme Breton
- 2007 : Les 3 P'tits Cochons : Lucille
- 2009 : Je me souviens, d'André Forcier : Martha Taylor
- 2011 : Coteau rouge d'André Forcier : sage-femme
- 2011 : Sur le rythme : Dorothée « Mamie » Lamarre
- 2018 : Quand l'amour se creuse un trou d'Ara Ball : Florence
- 2019 : Les Fleurs oubliées d'André Forcier : Bourgeoise France

### Télévision
- 1978-1982 : Bye Bye : rôles variés
- 2001-2005 : Deux filles le matin, TVA
- 2005-2007 : Droit au cœur, Radio-Canada
- 2007 : Pour le plaisir, Radio-Canada

### Séries télévisées
- 1976-1982 : Du tac au tac : Geneviève Hamelin
- 1977-1979 : Dominique
- 1979-1980 : Féminin pluriel : Francine Fortin
- 1982-1985 : Vaut mieux en rire : rôles variés
- 1992-1994 : Scoop : Louise Duguay
- 1992-1995 : Graffiti : Céline Bouchard, dite Vénus
- 1993-1997 : Sous un ciel variable : Francine Dubois
- 1994-1995 : Triplex : Agnès
- 1995-1997 : Moi et l'Autre : Sofia
- 1996 : Soif de vivre : Adélaïde Major
- 1996-1997 : Urgence : Louise Corriveau
- 1996-1997 : Omerta : Hélène Provost
- 1997-1998 : Le Volcan tranquille : Mme Picard
- 1998-1999 : La Part des anges : Marie Tourangeau
- 2001 : L'Or : Louise Martinelli
- 2001-2008 : Ramdam : Janine L'Espérance
- 2002-2003 : Les Super Mamies : Béatrice Lafond
- 2002 : Lance et Compte II : Patricia Mamma Conti
- 2006-2011 : Tout sur moi : elle-même
- 2007-2008 : Les Étoiles filantes : Mme Tanguay
- 2010 : Prozac : La maladie du bonheur : Maman
- 2013 : Toute la vérité : Claire Lahaie
- 2014-2016 : Les Jeunes Loups : Paula Champagne
- 2016 : Mes petits malheurs : Louise
- 2017 : Olivier : Cécile Dubois
- 2019 : Les Invisibles : elle-même
- 2020 : En tout cas : Annie
- 2021 : M'entends-tu ? : Carole
- 2021 : Nuit blanche : Loulou Hébert
- 2022 : L'île Kilucru : Fée Sylvestre
- 2022 : Fragments : Simone Nadeau
- 2023 : Stat : Liliane
- 2023 : Classé secret : Maggie Darcy